# Federazione di pallamano dell'Austria
La Federazione di pallamano dell'Austria (in ted. Österreichischer Handballbund) è l'ente che governa la pallamano in Austria.
È stata fondata nel 1945 ed è affiliata alla International Handball Federation ed alla European Handball Federation.
La federazione assegna ogni anno il titolo di campione d'Austria e la coppa nazionale sia maschile che femminile.
Controlla ed organizza l'attività delle squadre nazionali.
La sede amministrativa della federazione è a Vienna.

## Presidenti ÖHB

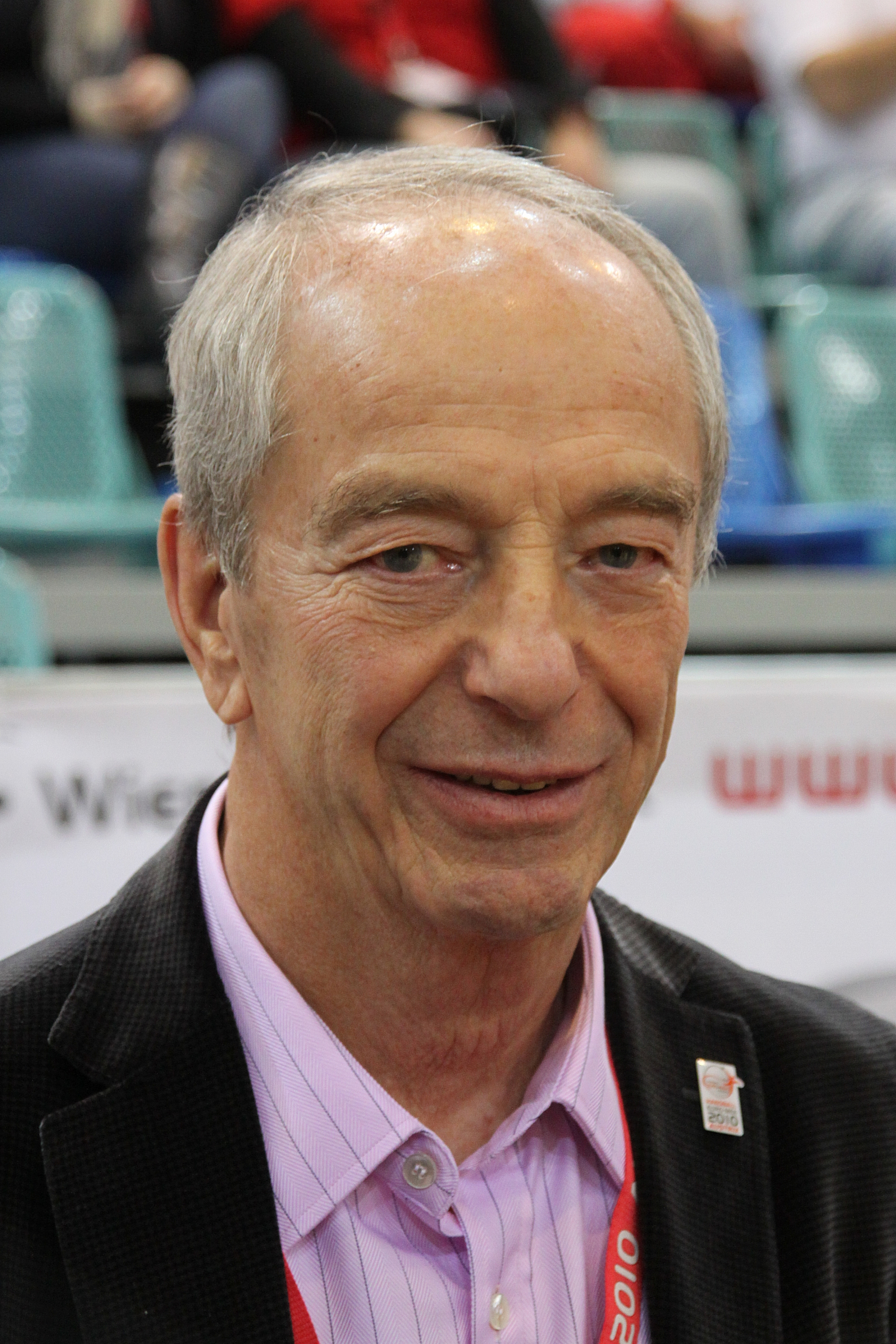
Gerhard Hofbauer, il presidente più longevo nella storia della ÖHB.

| Anno        | Presidente           |
| ----------- | -------------------- |
| 1945 → 1948 | Vincent Übeleis      |
| 1948 → 1960 | Leopold Eichberger   |
| 1960 → 1977 | Leopold Stipkovich   |
| 1977 → 1993 | Erwin Lanc           |
| 1993 → 1996 | Hannes Lauermann     |
| 1996 → 2021 | Gerhard Hofbauer (†) |
| 2021 →      | Markus Plazer        |

## Squadre nazionali
La federazione controlla e gestisce tutte le attività delle squadre nazionali austriache.
- Nazionale di pallamano maschile dell'Austria
- Nazionale di pallamano femminile dell'Austria

## Competizioni per club
La federazione annualmente organizza e gestisce le principali competizioni per club del paese.
- Campionato austriaco di pallamano maschile
- Campionato austriaco di pallamano Femminile
- ÖHB-Cup di pallamano maschile
- ÖHB-Cup di pallamano femminile
- ÖHB-Supercup di pallamano maschile